# Place Grunwaldzki de Wrocław
Pour l’article homonyme, voir Place de Grunwald (Varsovie).
La place de Grunwald (polonais : Plac Grunwaldzki) est une large avenue et un important nœud de transit à Wrocław. La très proche École polytechnique de Wrocław ainsi que les résidences universitaires en font un des centres de la vie estudiantine de la ville.